# Pygarctia spraguei
Pygarctia spraguei là một loài bướm đêm thuộc phân họ Arctiinae, họ Erebidae. Nó được tìm thấy ở on the Great Plains từ miền nam Canada to Texas, westward to Utah, eastward to Indiana và Louisiana.
Sải cánh dài khoảng 31 mm.
Ấu trùng ăn các loài Euphorbia.